# Deathcrush
| Recensione    | Giudizio    |
| ------------- | ----------- |
| AllMusic      | [ 1 ]       |
| Ondarock      | Consigliato |
| Sputnikmusic  | [ 3 ]       |
| Metallized.it | 99/100      |
| Truemetal.it  | 83/100      |

Deathcrush è il primo EP della black metal band norvegese Mayhem. È stato pubblicato il 16 agosto 1987 dalla Posercorpse Music in versione vinile e cassetta, entrambi limitati a mille copie numerate a mano (si pensa dal chitarrista Euronymous), in CD nel 1993 dalla Deathlike Silence Productions (la casa discografica di Euronymous) ed infine in altre edizioni limitate dalla Posercorpse nel 1998 e dalla GMR Music nel 2003.

## Il disco
Sebbene Deathcrush risulti essere in assoluto la prima incisione in studio uscita ufficialmente sulla scena black metal norvegese, l'album è contaminato da evidenti influenze thrash e death metal, presentando sonorità leggermente differenti dalle seguenti produzioni. Tratto caratteristico sono le parti vocali, esasperatamente strillate ed assolutamente indistinguibili nella loro cieca violenza. Nel disco non sono presenti le tematiche occulte contenute nel De Mysteriis Dom Sathanas, quanto piuttosto inni alla violenza e al sangue. La svolta "satanica" si ebbe con l'entrata nel gruppo del cantante Per "Dead" Ohlin, che portò testi molto oscuri, e il chitarrista Euronymous (Øystein Aarseth) cominciò a rinnegare la maggior parte dei gruppi death metal i cui testi trattavano di "tematiche sociali" e "vita di tutti i giorni" perché "voleva che le cose si facessero più serie ed estreme".
(Euronymous, in un'intervista alla fanzine Slayer Magazine n. 8, 1991.)

### Descrizione
La traccia iniziale Silvester Anfang, brano di straniante musica elettronica incentrata sulla drum machine che non lascia presagire la tempesta sonora a venire, è stata composta da Conrad Schnitzler dei Tangerine Dream. Schnitzler, dopo che Euronymous aveva scovato il suo indirizzo e si era accampato fuori casa sua, incuriosito dal giovane, lo aveva invitato ad entrare. Euronymous chiese quindi a Schnitzler di comporre una intro per l'album; piuttosto che incidere una nuova composizione, Schnitzler diede a Euronymous un pezzo preso dal suo archivio, che divenne Silvester Anfang. La title track, Deathcrush, violenta, sguaiata e caratterizzata da un celebre riff di chitarra ormai entrato nella storia del metal, introduce l'urlo sgraziato e feroce di Messiah.
che si dipana su un tappeto percussivo di batteria da parte di Manheim. A prima vista il testo sembra essere il resoconto di un brutale omicidio, compiuto da uno psicopatico ai danni di una vittima innocente, ma la presenza nel testo di una crocifissione potrebbe far pensare a una sorta di inno contro la figura di Cristo. Deathcrush, secondo Metal-Archives sarebbe una delle canzoni metal più reinterpretate di sempre con, grazie anche a un riff semplice ed immediato, oltre 140 band nel mondo che l'hanno reinterpretata. Necrolust inizia in maniera rallentata, con un'introduzione sepolcrale, per poi accelerare fino allo spasimo appena oltrepassato il minuto. (Weird) Manheim è una breve traccia strumentale composta con il pianoforte scordato. Witching Hour è una reinterpretazione estremizzata e stravolta di un brano dei britannici Venom incluso nel loro album di debutto Welcome to Hell del 1981. Chainsaw Gutsfuck possiede secondo alcuni uno dei testi più brutali di tutto il metal fino a quel momento:
è stato infatti definito dalla rivista musicale Blender il più cruento della storia della musica. Chiude il disco la nichilista Pure Fucking Armageddon, dove in due minuti e dieci vengono condensati un primordiale istinto animalesco e un'attitudine votata al puro frastuono. Nella versione originale in vinile è presente anche un'ulteriore traccia intitolata Outro, una sorta di scherzo dove i membri del gruppo intonano in crescendo una canzoncina infantile. Presente solamente nella versione LP, Outro è una presa in giro goliardica ai danni dell'ascoltatore.

### Registrazione
Dopo l'uscita del demo Pure Fucking Armageddon, la cui prima edizione era limitata a 100 copie, e diversi piccoli concerti, incluso uno in Germania, i Mayhem si separarono nell'estate del 1986 dall'allora cantante Eirik "Messiah" Nordheim. Egli fu sostituito da Sven Erik "Maniac" Kristiansen. Dopo diverse prove, il materiale per la loro seconda demo Deathcrush poté dirsi pronto nel 1987. La band registrò le tracce da febbraio a marzo ai Creative Studios di Kolbotn. Una versione in LP fu pubblicata dall'etichetta della band Posercorpse Music ed era limitata a 1000 copie. Questa prima pubblicazione è oggi considerata una rarità ricercata dai collezionisti.
Lo stile intransigente di questa incisione rese noti i Mayhem negli ambienti underground della scena metal. A causa della situazione finanziaria, tuttavia, sarebbero dovuti trascorrere sei anni prima della versione CD e di una seconda edizione in vinile per l'etichetta Deathlike Silence Productions.
Il batterista Kjetil Manheim dichiarò in seguito che il sound della band era "qualcosa che i tecnici in studio non sapevano come registrare [...] così prepararono lo studio e il gruppo incise semplicemente". Egli notò inoltre come non ci fossero stati "missaggi, prima o dopo" e: «Nessuna sovraincisione: basso, batteria, chitarra furono tutte registrate dal vivo e poi incidemmo la voce».
Nel 2008, Daniel Ekeroth, autore di Swedish Death Metal, scrisse: "I due visionari [Aarseth e Per "Dead" Ohlin] si spinsero sempre più nell'oscurità a vicenda, e in qualche preciso momento del 1990 decisero finalmente di adottare l'immagine satanica che sarebbe diventata di cruciale importanza per il genere [...] È ben documentato che Øystein inizialmente era molto preso dal death metal e dal grindcore".
Secondo Dead, la maggior parte dei testi dei brani contenuti nell'EP, ma non tutti, furono scritti dal bassista Necrobutcher.
Maniac si occupò della voce solista in tutte le tracce tranne Pure Fucking Armageddon, dove la voce è di Messiah. La cover dei Venom venne cantata insieme da Messiah e Maniac. Manheim suonò il pianoforte in (Weird) Manheim.

### Copertina
La copertina del disco mostra una fotografia in bianco e nero delle mani mozzate di un ladro in Mauritania al tempo del colonialismo, su uno sfondo rosso acceso. Da notare la presenza di un logo, nel retro del disco, anti Scott Burns. Sulla copertina sopra il celebre logo della band con le croci rovesciate, c'è l'aggiunta della scritta "The True" ("I veri"), poiché esistevano diverse band con il nome Mayhem.

## Tracce
Testi e musiche di Manheim, Maniac, Euronymous, Necrobutcher e Messiah; eccetto dove indicato.
1. Silvester Anfang – 1:56 (Conrad Schnitzler)
2. Deathcrush – 3:33
3. Chainsaw Gutsfuck – 3:32
4. Witching Hour (cover dei Venom) – 1:49 (Tony Bray, Jeffrey Dunn, Conrad Lant)
5. Necrolust – 3:37
6. (Weird) Manheim – 0:48
7. Pure Fucking Armageddon – 2:09
8. Outro – 1:09

In alcune versioni in compact disc e nella versione digitale pubblicata sui servizi streaming (Weird) Manheim e Pure Fucking Armageddon sono inserite in un'unica traccia.
La traccia 8 Outro è presente solo nella versione in vinile.

## Formazione
- Maniac - voce nella 2, 3, 4 e 5
- Messiah - voce in 4, 7
- Euronymous - chitarra
- Necrobutcher - basso
- Manheim- Batteria, pianoforte nella 6

Musicisti aggiuntivi
- Conrad Schnitzler - batteria, percussioni e strumenti elettronici nella traccia 1.